# West Rock Ridge
Die West Rock Ridge (auch: West Rock) im südlichen, zentralen Connecticut ist ein 11 km (7 mi) langer Basaltkamm (traprock), ein Teil der Metacomet Ridge, die sich vom Long Island Sound bei New Haven durch das Connecticut River Valley nach Norden zieht, quer durch Massachusetts bis nach Vermont. Der höchste Punkt der West Rock Ridge hat eine Höhe von 210 m (700 ft) über dem Meer. Der Höhenzug ist beliebt als Ausflugsziel und bekannt für seine besonderen mikroklimatischen Ökosysteme, seltenen Pflanzengemeinschaften und guten Aussichtspunkte von den Klippen, die bis zu 152 m (500 ft) aus der umgebenden Landschaft aufragen.

## Geschichte
Die West Rock Ridge als Teil der Metacomet Ridge hat ihre Entstehung der Kontinentaldrift zu verdanken. Im Trias und Jura vor rund 200 Mio. Jahren quoll Lava aus den Rissen, die beim Auseinanderdriften der Nordamerikanischen Platte und der Eurasischen Platte entstanden. Die Basaltströme waren mehrere hundert Meter dick und genau genommen ist die Metacomet Ridge ein prähistorisches Rift Valley, welches zu seiner Zeit ein Seiten- oder Parallelgraben des Atlantiks war.

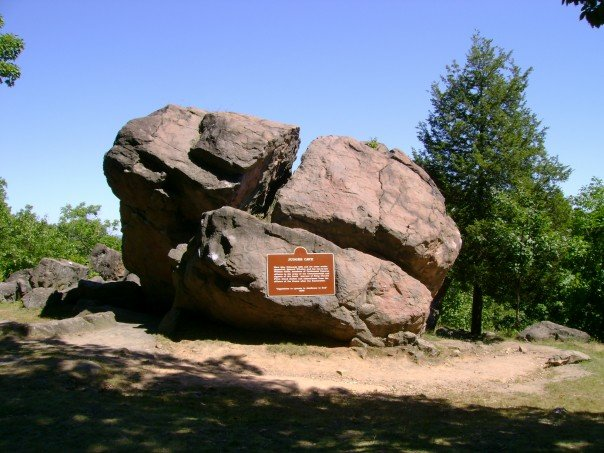
Judges’ Cave

Im 17. Jahrhundert wurde das Gebiet zu einem Rückzugsgebiet für die amerikanischen Unabhängigkeitskämpfer. Judges’ Cave und Regicides Trail erhielten ihren Namen von den beiden Richtern, Edward Whalley und seinem Schwiegersohn William Goffe, die 1649 ein Todesurteil für Karl I. von England unterzeichnet hatten. Nach der Stuart-Restauration 1660 flohen die beiden Regicides in die Berge und verbargen sich in einer Grotte am Grat der Ridge.
Im 19. Jahrhundert wurde die West Rock Ridge ein beliebtes Motiv verschiedener Landschaftsmaler wie Frederic Edwin Church (1849) oder George Henry Durrie.
Die General Assembly setzte einen Erlass (Act Concerning West Rock Ridge State Park) in Kraft, durch den 1975 ein State Park eingerichtet wurde, als das Connecticut Department of Environmental Protection (DEP) eine Fläche von 2,4 km² (600 acre) von der Stadt New Haven erwarb. Durch diesen Erlass hat das DEP ein Vorkaufsrecht bei privaten Landverkäufen innerhalb des West Rock Ridge conservation area. Dadurch soll ermöglicht werden, dass der Staat das Parkgebiet vergrößert. Mittlerweile ist die Fläche bereits auf 6,5 km² (1600 acre) angewachsen.

## Geographie
West Rock Ridge erstreckt sich über die Gemeindegebiete von New Haven, Hamden, Woodbridge und Bethany. Sie ist an ihrer breitesten Stelle 1,6 km (1 mi) breit. Zu den bedeutendsten Gipfeln gehört der höchste Punkt der Ridge, der High Rock oder York Mountain, mit einer Höhe von 210 m, sowie die südliche Spitze, der West Rock oder  South Overlook (122 m, 400 ft), an dem es einen Parkplatz, Picknicktische und einen Aussichtspunkt gibt. Zwischen diesen beiden Gipfeln erheben sich immer wieder kleinere Anhöhen. Auch die Judges’ Cave liegt am Südende des Bergkammes.

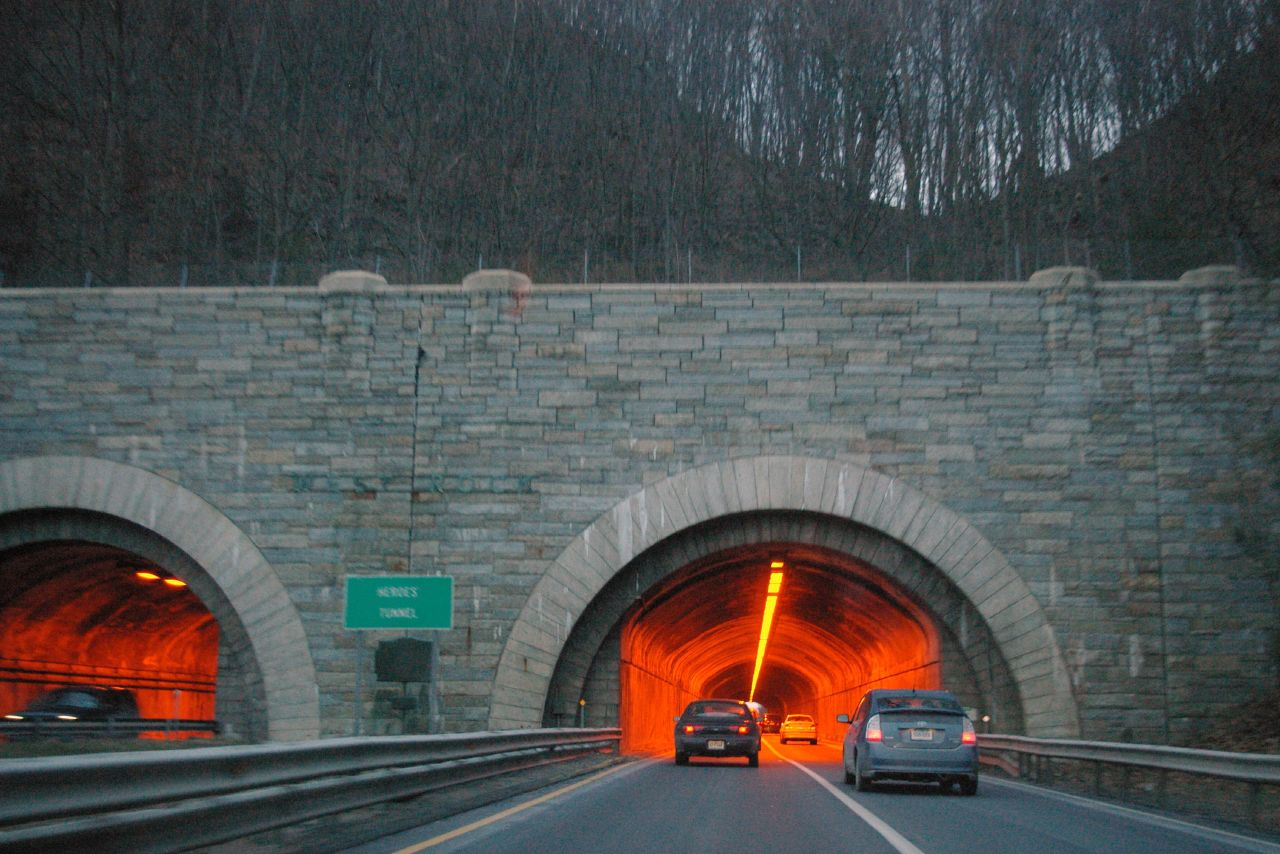
Heroes Tunnel (West Rock Tunnel).

 An der West Rock Ridge befinden sich wichtige Grundwasserleiter. Daher grenzt im Westen die South Central Connecticut Regional Water Authority mit Wasserschutzgebieten an; Stauseen sind neben anderen Lake Dawson und Lake Watrous. Konolds Pond befindet sich etwas nördlich der Route 15 in einem Industriegebiet. Das größte Gewässer im Parkgebiet ist der Lake Wintergreen (18 ha, 44 acre) östlich der Ridge. Daneben gibt es noch kleinere Teiche an der Mountain Road und ein Rückhaltebecken am Nordende des Parks. Die Wilbur Cross Parkway (Rt. 15) passiert den Süden des Bergkammes durch den Heroes Tunnel (West Rock Tunnel). Straßen verlaufen auf allen Seiten des Parks und eine nur im Sommer befahrbare Parkstraße führt auf dem Scheitel des Kammes entlang. Auf der Anhöhe wurden mehrere Sendemasten platziert.
Östlich der West Rock Ridge verlaufen weitere Äste der Metacomet Ridge, die sich in mehreren niedrigen, parallel verlaufenden Wellen zeigen, die zum Saltonstall Mountain in Branford verlaufen; Der einzige nennenswerte Gipfel in dieser Gegend ist der East Rock, der im Norden von New Haven thront. Vom Westen der Ridge fließen die Wasser durch den West River in den Long Island Sound; nach Osten fließen die Wasser zunächst in den Belden Brook und dann in den West River; vom Norden fließen sie in den Mill River und den New Haven Harbor in den Long Island Sound.

## Geologie

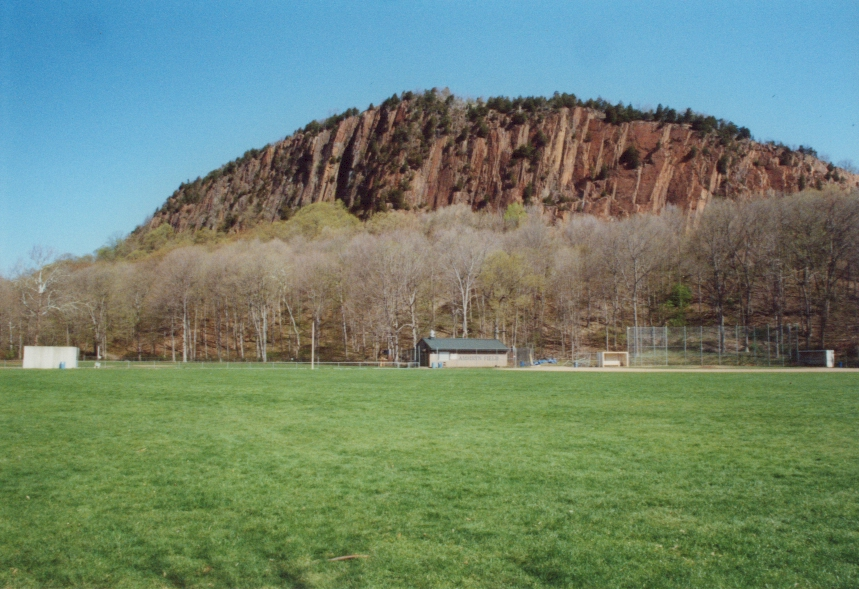
Südansicht des West Rock von New Haven aus.

Die Ridge von West Rock entstand durch Bruchtektonik. Ein enormer Dyke drückte Lavaströme mit einer Mächtigkeit von mehreren hundert Metern in die tektonischen Gräben, die während der Kontinentalverschiebung vor etwa 200 Mio. Jahren entstanden und ca. 20 Mio. Jahre lang bestanden. Erosion zwischen den einzelnen Ergüssen bildete mächtige Schichten von Sedimenten. Der „layer cake“ (Torte), der daraus entstand, wurde später nochmals verschoben und in die Höhe gedrückt. Weitere Erosion wusch die Sedimente wieder fort, so dass die Lavaströme als Klippen in der Landschaft übrig blieben. Die Ridge besteht hauptsächlich aus Diabas, einem Plutonit. Diabas ist dunkelgrau, verfärbt sich aber durch Oxidationsprozesse aufgrund seines hohen Eisenanteils rostbraun. Dadurch erhalten die Felsen der West Rock Ridge ihre charakteristische rötliche Färbung. Der Fels formte während des Abkühlens oft fünf- oder achteckige Säulenformationen, so genannte „Postpiles“. Unterhalb der Klippen haben sich enorme Schotterfelder gebildet.

## Ökologie

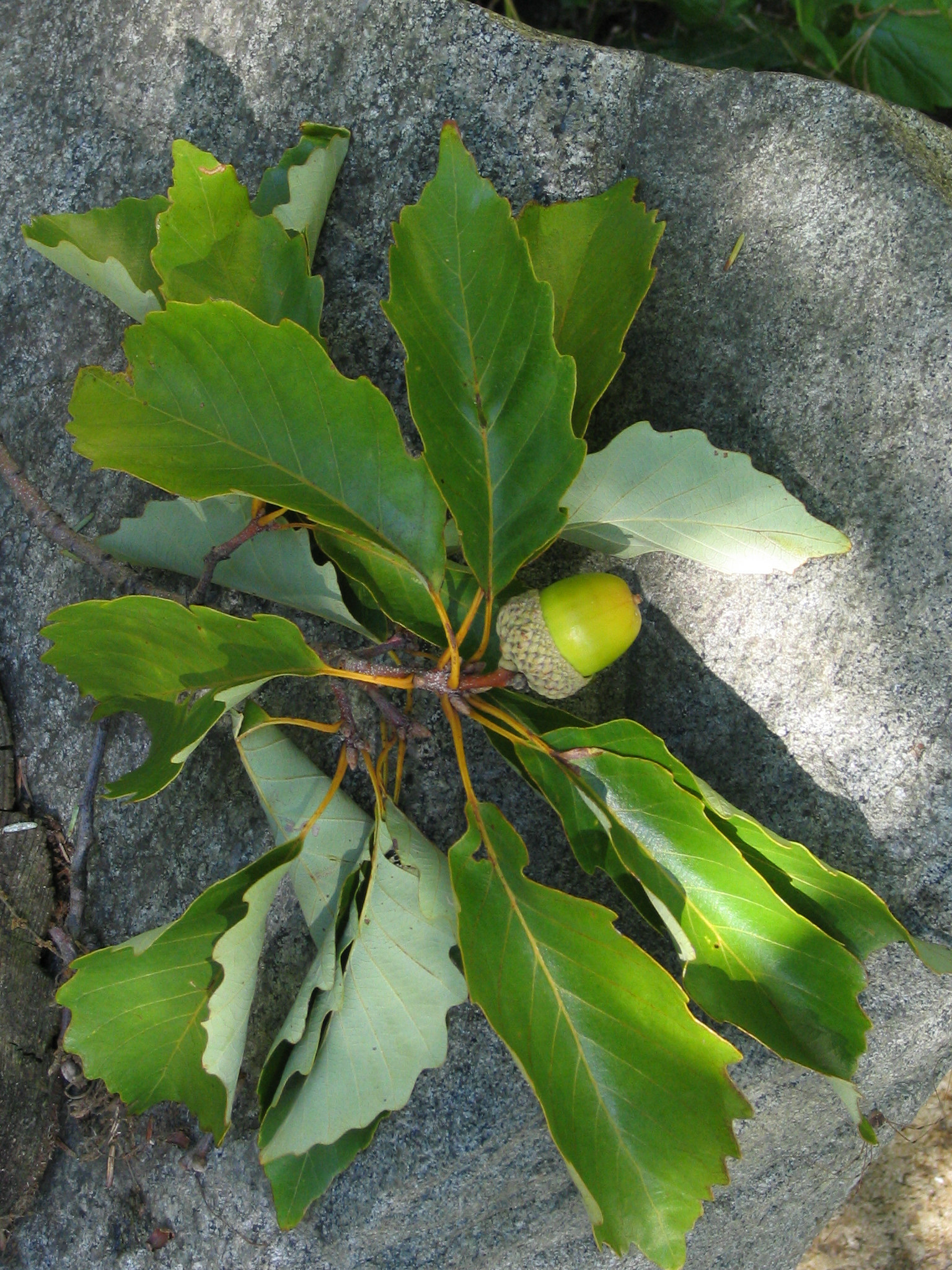
Kastanien-Eiche.

West Rock Ridge beherbergt aufgrund seiner Gestalt einige Mikroklima-Zonen, die ungewöhnlich für Neuengland sind. Die trockenen Gipfelregionen beherbergen Oak-Savanna-Gesellschaften, in denen oft die Kastanien-Eiche zusammen mit einigen Gras- und Farnarten dominiert. Virginischer Wacholder (Juniperus virginiana, Eastern red cedar) krallt sich an die trockenen Kanten der Kliffs. Weiter unten auf den Osthängen geht dann die Vegetation in die verbreiteten Oak-Hickory Forests über. Schmale Schluchten werden von Kanadische Hemlocktanne (Tsuga canadensis, eastern hemlock) besiedelt, die das Sonnenlicht abschirmen und schattige, feuchte und kühlere Standorte schaffen, in denen Pflanzen wachsen können, die normalerweise in kühleren Regionen vorkommen. Die Hemlocktannen sind meist von Hemlock-Wollläusen (Adelges tsugae, hemlock woolly adelgid) befallen. Die Schuttkegel sind reich an Nährstoffen und werden von kalkliebenden Pflanzen besiedelt. Aufgrund dieser vielen unterschiedlichen Standorte ist die Ridge Lebensraum einer ganzen Reihe von bedrohten und gefährdeten Pflanzen- und Tierarten. Außerdem bildet die Formation eine wichtige Zuglinie für wandernde Greifvögel.

## Freizeit und Naturschutz
West Rock Ridge ist als Naherholungsgebiet der New Haven Region beliebt, denn die Klippen bieten Aussichten bis zu den Berkshires im Westen, zum Long Island Sound und Long Island im Süden und zum Mount Sanford im Norden. Der größte Teil des Gebietes ist öffentliches Land und als State Park und Town Park ausgewiesen, oder conservation easement und Watershed Property (Wasserschutzgebiet). Die Nordhänge sind teilweise bebaut. Die Ridge wird von einem Netzwerk an Wanderwegen durchzogen, von denen vor allem der 11 km (7 mi) lange Regicides Trail und der südliche Teil des 37 km (23 mi) langen Quinnipiac Trail bekannt sind. Der Quinnipiac Trail verläuft über den Nordgipfel und führt weiter über den Sanford Mountain nach Osten zum Sleeping Giant. Beide Wege werden von der Non-Profit-Organisation Connecticut Forest and Park Association unterhalten.
Der West Rock Ridge State Park erstreckt sich über den größten Teil des Kammes und umfasst auch den Lake Wintergreen östlich des Berges. Der Park ist täglich ab 8.00 Uhr bis Sonnenuntergang geöffnet und bietet Möglichkeiten zum Wandern, Radfahren, Angeln, Boot Fahren Reiten Picknicken und anderem. Die Park Road zum South Overlook und Judges’ Cave ist vom Memorial Day bis zum letzten Wochenende im Oktober geöffnet.

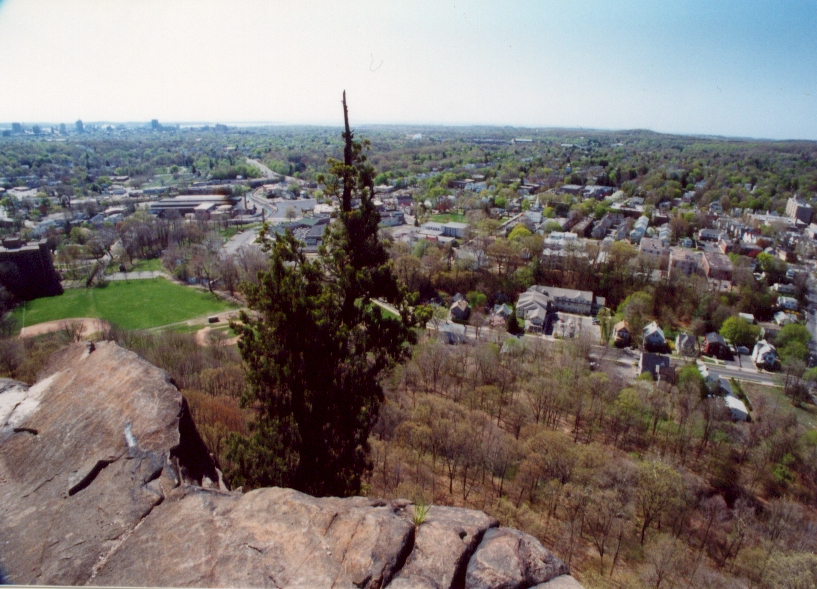
Blick auf New Haven von West Rock.

Die City of New Haven besitzt und unterhält das  17 ha (43 acre) große West Rock Nature Center auf der Südostseite des Berges. Das Zentrum bietet verschiedene naturkundliche Bildungsprogramme an. Das Zentrum besteht seit 1946 und wurde von der Connecticut Historical Commission in das State Register of Historic Places aufgenommen.
Die Gemeinde Woodbridge unterhält das Bishop Estate und die Darling House Trails, ein 65 ha (160 acre) großes Anwesen am Westhang des Berges. Auf dem Anwesen gibt es historische Gebäude, Wanderwege, Gärten und Brücken über den West River. Es wurde nach Thomas Darling (1720–1789) benannt, einem Unterstützer der Amerikanischen Revolution und Freund von Benjamin Franklin. Die Wanderwege sind mit dem Regicides Trail verbunden.